# Lingua salinan
La lingua salinan era la lingua parlata dai nativi americani appartenenti alla tribù dei Salinan, la quale era stanziata in quella che è oggi la costa centrale della California, nella valle di Salinas.
La lingua si è estinta nel 1958, con la morte dell'ultima persona in grado di parlarla, addirittura lo stesso popolo Salinan era stato considerato estinto dal censimento del 1930, quando in realtà alcuni nativi erano ancora presenti sul territorio come lo sono tutt'oggi.
L'esistenza della lingua è testimoniata in parte in alcune fonti dell'epoca coloniale, come nell'opera risalente al 1861 del missionario Sitjar, ma la documentazione principale al riguardo è senza dubbio quella pubblicata nel 1918 da John Alden Mason. L'opera di linguistica principale sulla lingua salinan, basata sui dati recuperati da Mason e sui quaderni di campo di John Peabody Harrington e William H. Jacobsen, è quella risalente al 1987 di Katherine Turner, che contiene non solo una discussione sull'ortografia della lingua ma anche una completa bibliografia delle principali fonti.
All'interno della lingua salinan sono riscontrabili due dialetti: l'Antoniaño e il Migueleño, cioè è dovuto al fatto che esistevano due rami principali della tribù Salinan: i San Miguel, stanziati nel sud, presso il corso superiore del fiume Salinas (che fluisce da sud a nord), e i San Antonio, stanziati nel nord, presso la parte meridionale del bacino di Salinas. In corrispondenza di questi due insediamenti erano presenti le due missioni spagnole di San Antonio de Padua e San Miguel Arcángel e da lì sono stati presi i nomi dei dialetti. Dato inoltre che esisteva anche il gruppo chiamato Playano, che era stanziato sulla costa pacifica, nella vicinanze di quelli che oggi sono gli insediamenti di San Simeon e Lucia, è probabile che sia esistito anche un terzo dialetto ma non si sa nulla su questo gruppo dal punto di vista linguistico. 
La lingua salinan potrebbe essere parte dell'ipotetica famiglia linguistica delle lingue hokan tanto che, in diverse sue pubblicazioni, Edward Sapir l'ha inclusa in una sottofamiglia delle hokan assieme alla famiglia delle lingue chumash e alla lingua seri. Sebbene questa classificazione abbia trovato molto successo nei successivi trattati ed enciclopedie sulle famiglie linguistiche, non sono mai state presentate prove sufficientemente concrete a supporto dell'esistenza di questa sottofamiglia e la stessa esistenza della famiglia (o super-famiglia) delle hokan non trova la generale approvazione della comunità scientifica.